# Groupe totalement discontinu
En mathématiques, un groupe totalement discontinu est un groupe topologique totalement discontinu. De tels groupes topologiques sont nécessairement séparés.
L'intérêt se focalise sur les groupes localement compacts totalement discontinus (aussi appelés groupes de type td, groupes localement profinis (en) ou groupes td). Le cas compact a été largement étudié – ce sont les groupes profinis – mais pendant longtemps on n'a pas su pas grand-chose du cas général. Un théorème de van Dantzig des années 1930, affirmant que tout groupe de ce type contient un sous-groupe ouvert compact, était tout ce qui était connu. Plus tard les travaux révolutionnaires de George Willis en 1994 ont ouvert le domaine en montrant que tout groupe localement compact totalement discontinu contient un sous-groupe dit bien rangé et une fonction particulière sur ses automorphismes, la fonction d'échelle, donnant un paramètre quantifiable de la structure locale. Des avancées portant sur la structure globale des groupes totalement discontinus ont été obtenues en 2011 par Pierre-Emmanuel Caprace et Nicolas Monod, avec notamment une classification des groupes caractéristiquement simples et des groupes noethériens (en).

## Cas localement compact
Dans un groupe localement compact et totalement discontinu, chaque voisinage de l'identité contient un sous-groupe ouvert compact. Réciproquement, si dans un groupe, l'identité a une base de voisinages formée de sous-groupes ouverts compacts, alors il est localement compact et totalement discontinu.

### Sous-groupes bien rangés
Soient G un groupe localement compact et totalement discontinu, U un sous-groupe ouvert compact de G et {\displaystyle \alpha } un automorphisme continu de G.
On note :
{\displaystyle U_{+}=\bigcap _{n\geq 0}\alpha ^{n}(U)}
{\displaystyle U_{-}=\bigcap _{n\geq 0}\alpha ^{-n}(U)}
{\displaystyle U_{++}=\bigcup _{n\geq 0}\alpha ^{n}(U_{+})}
{\displaystyle U_{--}=\bigcup _{n\geq 0}\alpha ^{-n}(U_{-})}
On dit que U est bien rangé pour {\displaystyle \alpha } si {\displaystyle U=U_{+}U_{-}=U_{-}U_{+}} et si {\displaystyle U_{++}} et {\displaystyle U_{--}} sont fermés.

### La fonction d'échelle
L'indice de {\displaystyle \alpha (U_{+})} dans {\displaystyle U_{+}} est fini et indépendant de U qui est bien rangé pour {\displaystyle \alpha }. On définit la fonction d'échelle {\displaystyle s(\alpha )} comme cet indice. La restriction aux automorphismes intérieurs donne une fonction sur G qui a des propriétés intéressantes. Pour x dans G, en notant {\displaystyle s(x)=s(\alpha _{x})}, où {\displaystyle \alpha _{x}:y\mapsto xyx^{-1}} est l'automorphisme intérieur associé, on a notamment les propriétés suivantes :
- {\displaystyle s} est continue ;
- {\displaystyle s(x)=1}, chaque fois que x dans G est un élément compact ;
- {\displaystyle s(x^{n})=s(x)^{n}} pour tout entier naturel {\displaystyle n} ;
- la fonction modulaire sur G est donnée par {\displaystyle \Delta (x)=s(x)s(x^{-1})^{-1}}.

### Calculs et applications
La fonction d'échelle a été utilisée pour prouver une conjecture de Hofmann et Mukherja et a été explicitement calculée pour les groupes de Lie p-adiques et les groupes linéaires sur les corps gauches locaux par Helge Glöckner.